# توشیا فوجیتا (کارگردان)
توشیا فوجیتا (انگلیسی: Toshiya Fujita; ۱۶ ژانویهٔ ۱۹۳۲ – ۳۰ اوت ۱۹۹۷) بازیگر، کارگردان فیلم، و فیلم‌نامه‌نویس اهل ژاپن بود.
از فیلم‌ها یا برنامه‌های تلویزیونی که وی در آن نقش داشته‌است می‌توان به تامپوپو، تسیگوینروایزن اشاره کرد.